# Virginia Slims of Chicago 1985
Virginia Slims of Chicago 1985 — жіночий тенісний турнір, що проходив на закритих кортах з килимовим покриттям UIC Pavilion у Чикаго (штат Іллінойс, Сполучені Штати Америки|США). Належав до турнірів 3-ї категорії в рамках Туру WTA 1985. Відбувсь учотирнадцяте і тривав з 16 вересня до 22 вересня 1985 року. П'ята сіяна Бонні Гадушек здобула титул в одиночному розряді й отримала за це 27 тис. доларів США.

## Фінальна частина

### Одиночний розряд
Бонні Гадушек —  Кеті Ріналді 6–1, 6–3
- Для Гадушек це був 3-й титул в одиночному розряді за сезон і 4-й — за кар'єру.

### Парний розряд
Кеті Джордан /  Елізабет Смайлі —  Еліз Берджін /  Джоанн Расселл 6–2, 6–2